# Wadasmalang
Wadasmalang is een bestuurslaag in het regentschap Kebumen van de provincie Midden-Java, Indonesië. Wadasmalang telt 5088 inwoners (volkstelling 2010).